# Fessin
Fessin, pseudonimo di Jefferson Gabriel Nascimento Brito (Campina Grande, 4 gennaio 1999), è un calciatore brasiliano, centrocampista del Busan IPark.

## Caratteristiche tecniche
È un centrocampista offensivo.

## Carriera
Cresciuto nel settore giovanile dell'ABC, ha esordito in prima squadra il 7 febbraio 2018 disputando l'incontro di Coppa del Brasile perso 2-0 contro il Cianorte. Il 28 ottobre seguente ha trovato invece la sua prima rete nel corso del match di Série B vinto 3-0 contro il Londrina. Nel maggio 2018 è stato acquistato dal Corinthians, che lo ha aggregato al proprio settore giovanile.
Nel dicembre 2019 è stato ceduto in prestito al Bahia fino al termine dell'anno solare. Ha debuttato in Série A il 6 settembre giocando l'incontro pareggiato 2-2 contro l'Internacional, ed il 17 ottobre seguente ha segnato al 95' il gol del definitivo 1-1 contro il Goiás.

## Statistiche
Statistiche aggiornate al 17 ottobre 2020.

### Presenze e reti nei club
| Stagione        | Squadra         | Campionato      | Campionato | Campionato | Coppe nazionali | Coppe nazionali | Coppe nazionali | Coppe continentali | Coppe continentali | Coppe continentali | Altre coppe | Altre coppe | Altre coppe | Totale | Totale | Totale |
| Stagione        | Squadra         | Comp            | Pres       | Reti       | Comp            | Pres            | Reti            | Comp               | Pres               | Reti               | Comp        | Pres        | Reti        | Pres   | Reti   |        |
| --------------- | --------------- | --------------- | ---------- | ---------- | --------------- | --------------- | --------------- | ------------------ | ------------------ | ------------------ | ----------- | ----------- | ----------- | ------ | ------ | ------ |
| 2017            | ABC             | PD/RN+B         | 0+13       | 1          | CB              | 1               | 0               |                    | -                  | -                  | CDN         | 0           | 0           | 14     | 1      |        |
| 2018            | ABC             | PD/RN+C         | 12+3       | 4+1        | CB              | 0               | 0               |                    | -                  | -                  | CDN         | 7           | 2           | 22     | 7      |        |
| Totale ABC      | Totale ABC      | Totale ABC      | 28         | 6          |                 | 1               | 0               |                    | -                  | -                  |             | 7           | 2           | 36     | 8      |        |
| 2020            | Bahia           | PD/BA+A         | 4+5        | 0+1        | CB              | 0               | 0               |                    | -                  | -                  | CDN         | 0           | 0           | 9      | 1      |        |
| Totale carriera | Totale carriera | Totale carriera | 37         | 7          |                 | 1               | 0               |                    | -                  | -                  |             | 7           | 2           | 45     | 9      |        |

## Palmarès

### Club

#### Competizioni statali
- Campionato Potiguar: 2

ABC: 2017, 2018
- Campionato Baiano: 1

Bahia: 2020